# Hygrobia cretzschmari
Hygrobia cretzschmari is een keversoort uit de familie Pelobiidae. De wetenschappelijke naam van de soort is voor het eerst geldig gepubliceerd in 1866 door Heyden & Heyden.